# Серено, Пол
Пол Калистус Серено (англ. Paul Callistus Sereno) — американский палеонтолог, преподаватель в Университете Чикаго, сотрудник National Geographic.

## Научная деятельность
Его специализацией являются динозавры: он открыл и описал много новых родов, среди которых афровенатор, Deltadromeus, Jobaria, зухомим и эораптор — один из самых древних динозавров. Во время раскопок, проводившихся в Северной Африке, в частности, в Нигере, нашёл почти полный скелет саркозуха и первый хорошо сохранившийся череп кархародонтозавра, на основании которого описал новый вид — Carcharodontosaurus iguidensis. 14 августа 2008 года было сообщено, что в октябре 2000 года Серено нашёл в Сахаре большое захоронение костей, которое исследовал вместе с археологами в течение 8 лет. Проводил раскопки также в Южной Америке.
Является сторонником введения филогенетической номенклатуры и PhyloCode’е — основал в Интернете базу данных TaxonSearch, содержащую, между прочим, филогенетические определения всех надродовых клад архозавров (кроме крокодилов), Neornithes и птерозавроморфов.

### Избранные труды[7]
- Sereno P. C. Phylogeny of the bird-hipped dinosaurs //National Geographic Research. — 1986. — 2 (3). — P. 234—256.
- Sereno P.C., Rao C. Early evolution of avian flight and perching: New evidence from the Early Cretaceous of China // Science. — 1992. — 255 (11). — P. 845—848.
- Sereno P.C., Novas F.E. The complete skull and skeleton of an early dinosaur // Science. — 1992. — 258 (12). — P. 1137—1140.
- Sereno P.C., Larsson H.C.E., Gado Sidor B. The giant crocodyliform Sarcosuchus from the Cretaceous of Africa // Science. — 2001. — 294 (31). — P. 1516—1519.